# 소를 넣은 채소

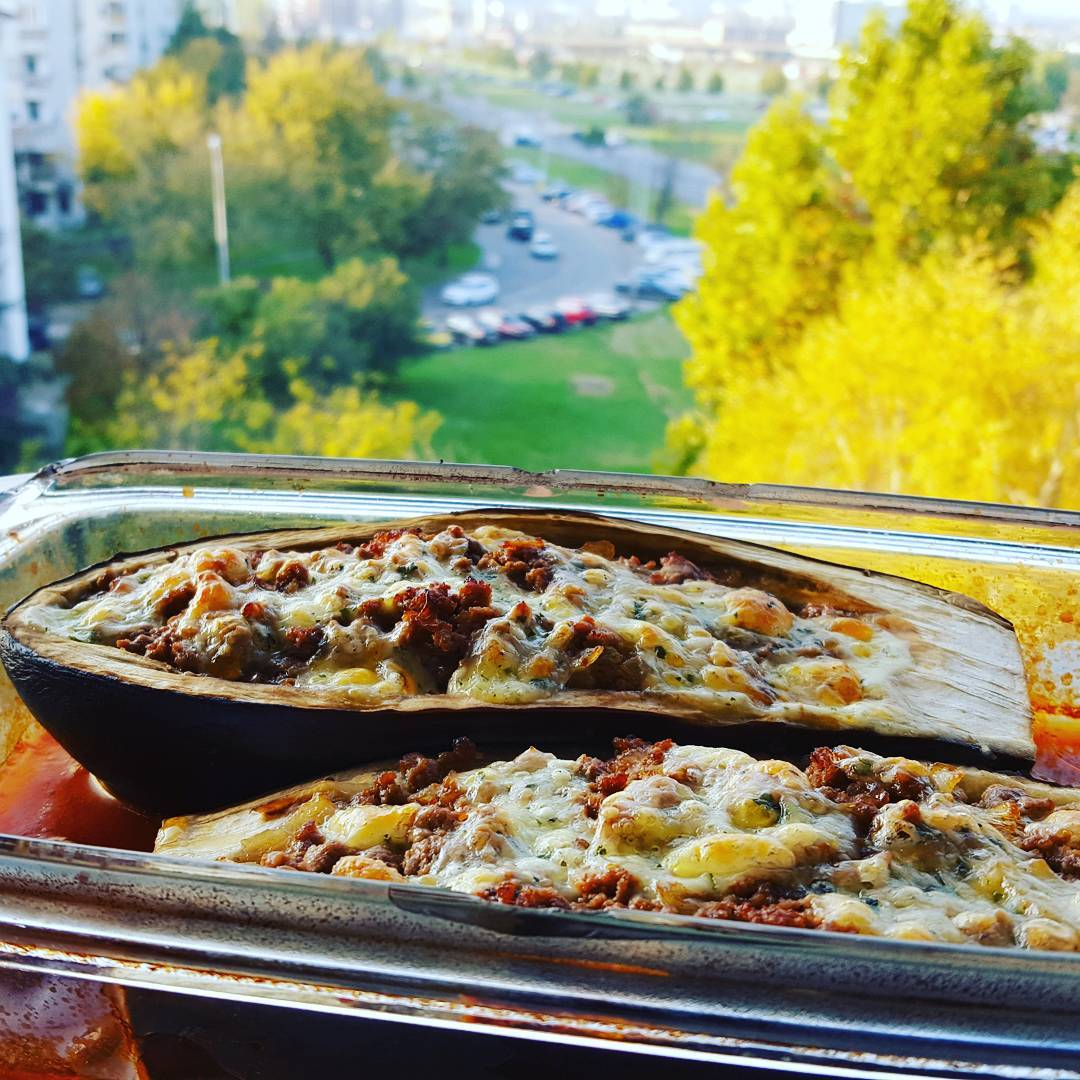
소를 넣은 가지

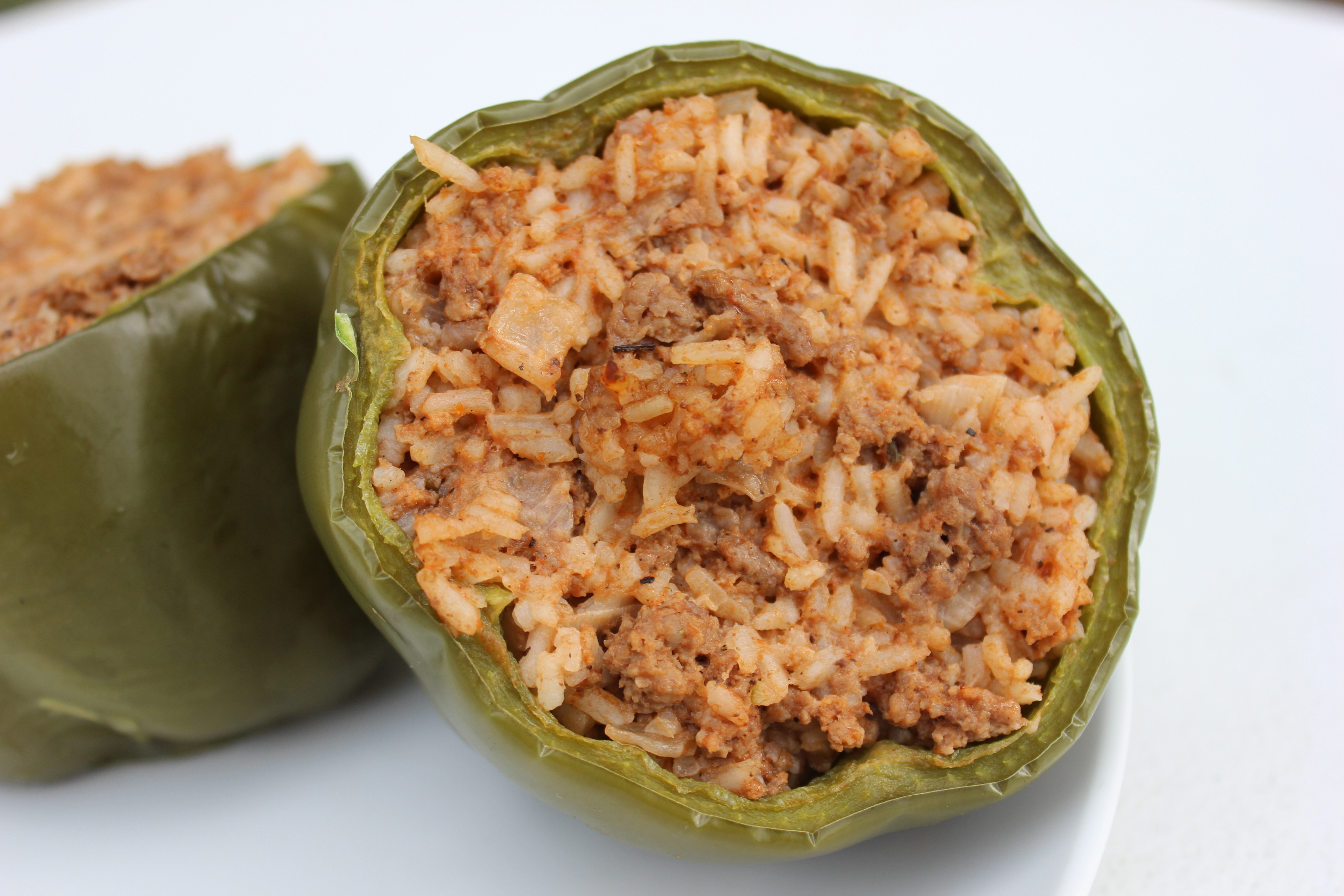
소를 넣은 고추

소를 넣은 채소는 여러 문화권에서 다양한 이름과 모양으로 존재한다.

## 이름
- 그리스어: 예미스타(γεμιστά)
- 아랍어: 마흐시(محشى)
- 아르메니아어: 톨마(տոլմա)
- 아제르바이잔어: 돌마(dolma)
- 조지아어: 톨마(ტოლმა)
- 쿠르드어: 쿠틸크(kutilk)
- 튀르키예어: 돌마(dolma), 사르마(sarma)
- 페르시아어: 돌메(دلمه)
- 프랑스어: 파르시(farci), 프티 파르시(petit farci)

## 종류

### 채소별 종류
- 소를 넣은 가지
- 소를 넣은 감자
- 소를 넣은 고추
- 소를 넣은 양배추
- 소를 넣은 양파
- 소를 넣은 토마토
- 소를 넣은 포도잎
- 소를 넣은 호박

### 지역별 종류

#### 한국
한국에서는 배추나 호박꽃, 고추 등에 소를 넣은 음식이 소의 종류나 조리 방식에 따라 만두, 말이, 선, 소박이, 순대, 쌈, 전, 튀김 등으로 불린다.

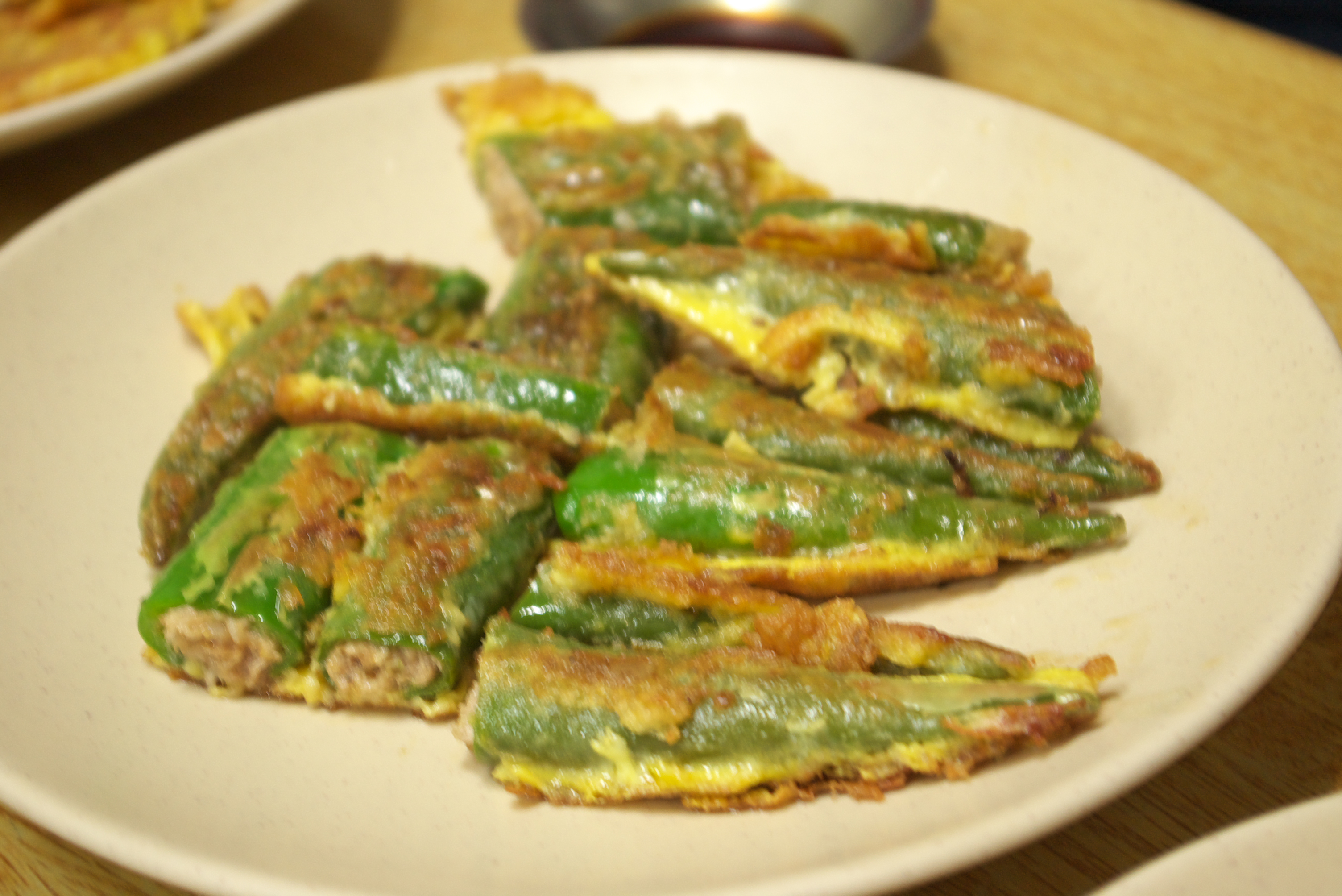
고추전
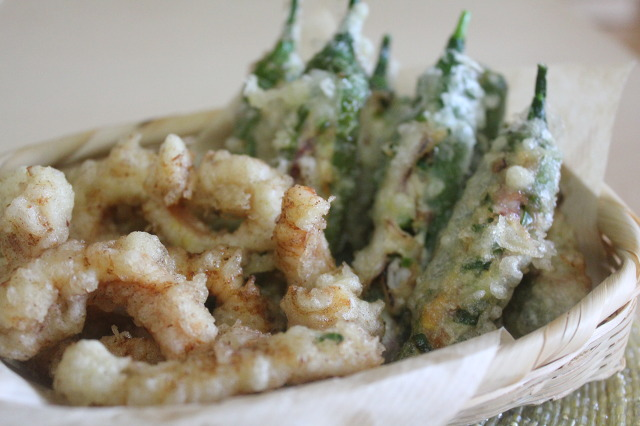
고추튀김
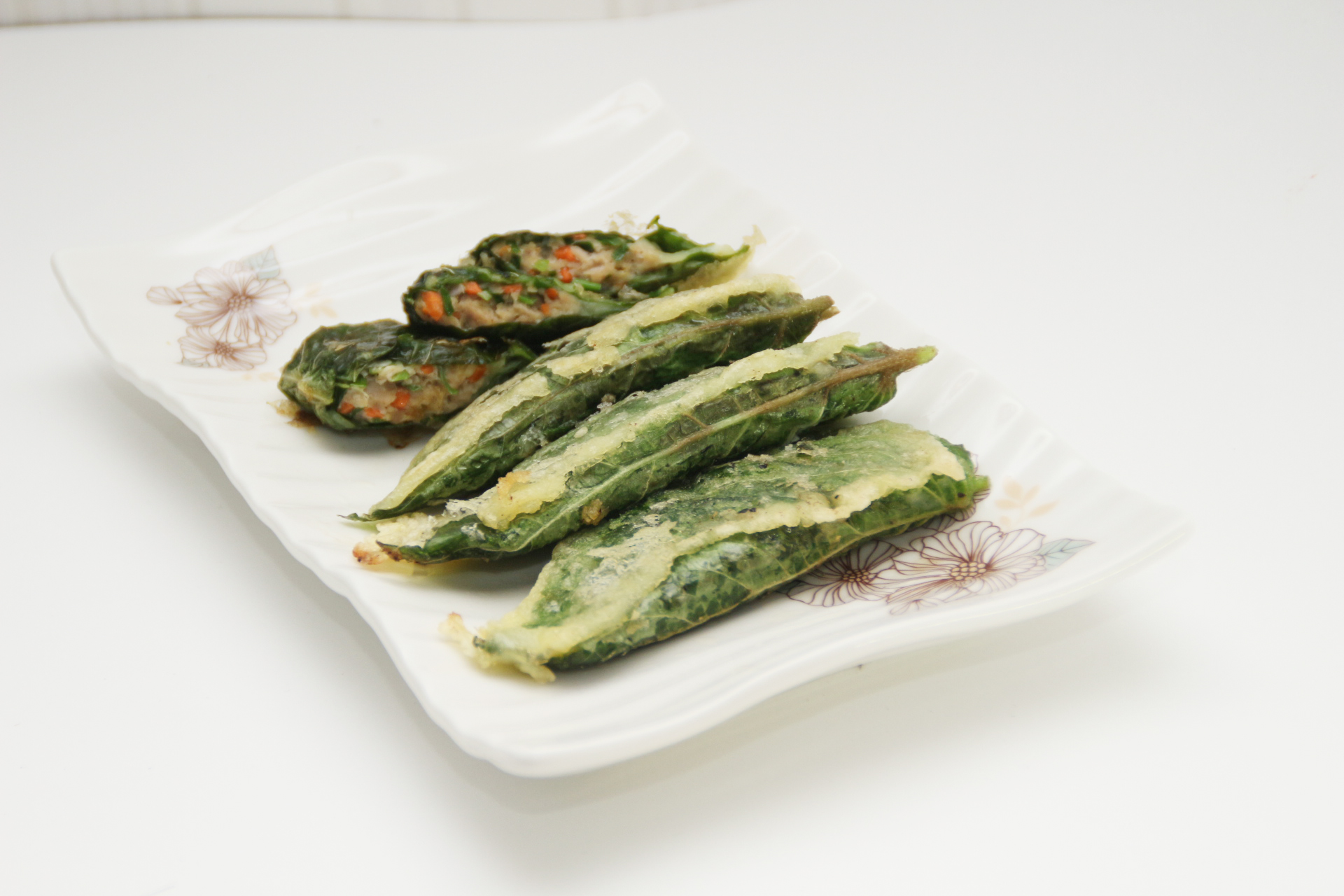
깻잎전
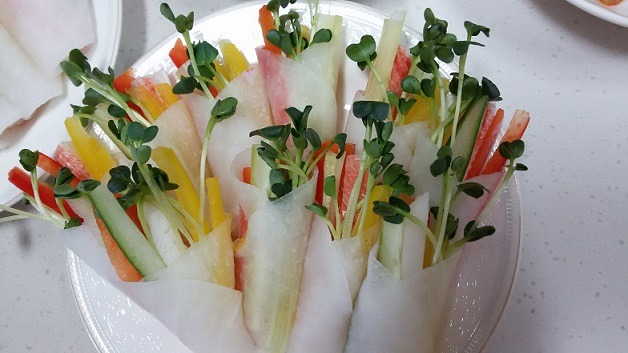
무쌈말이
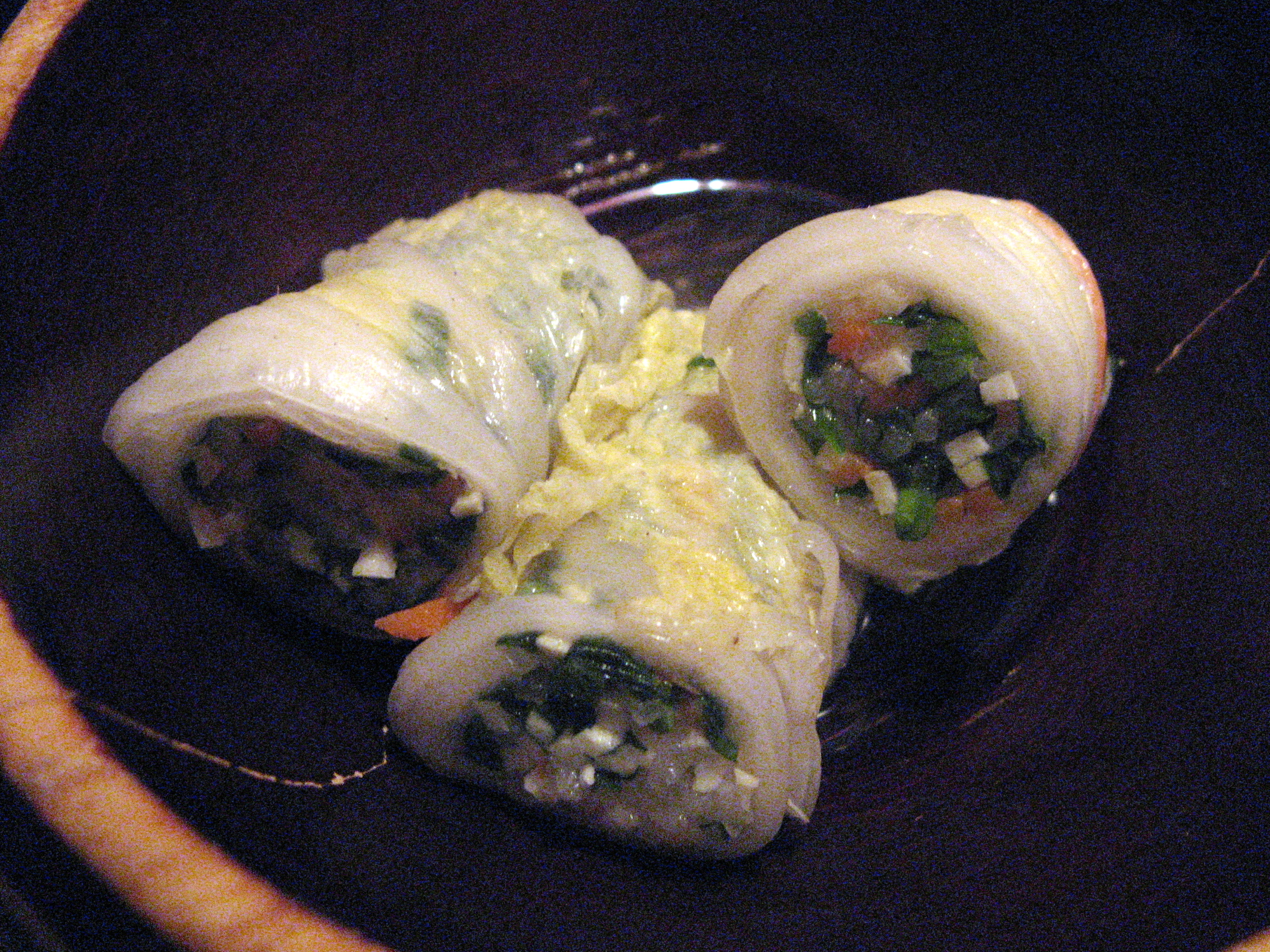
배추선
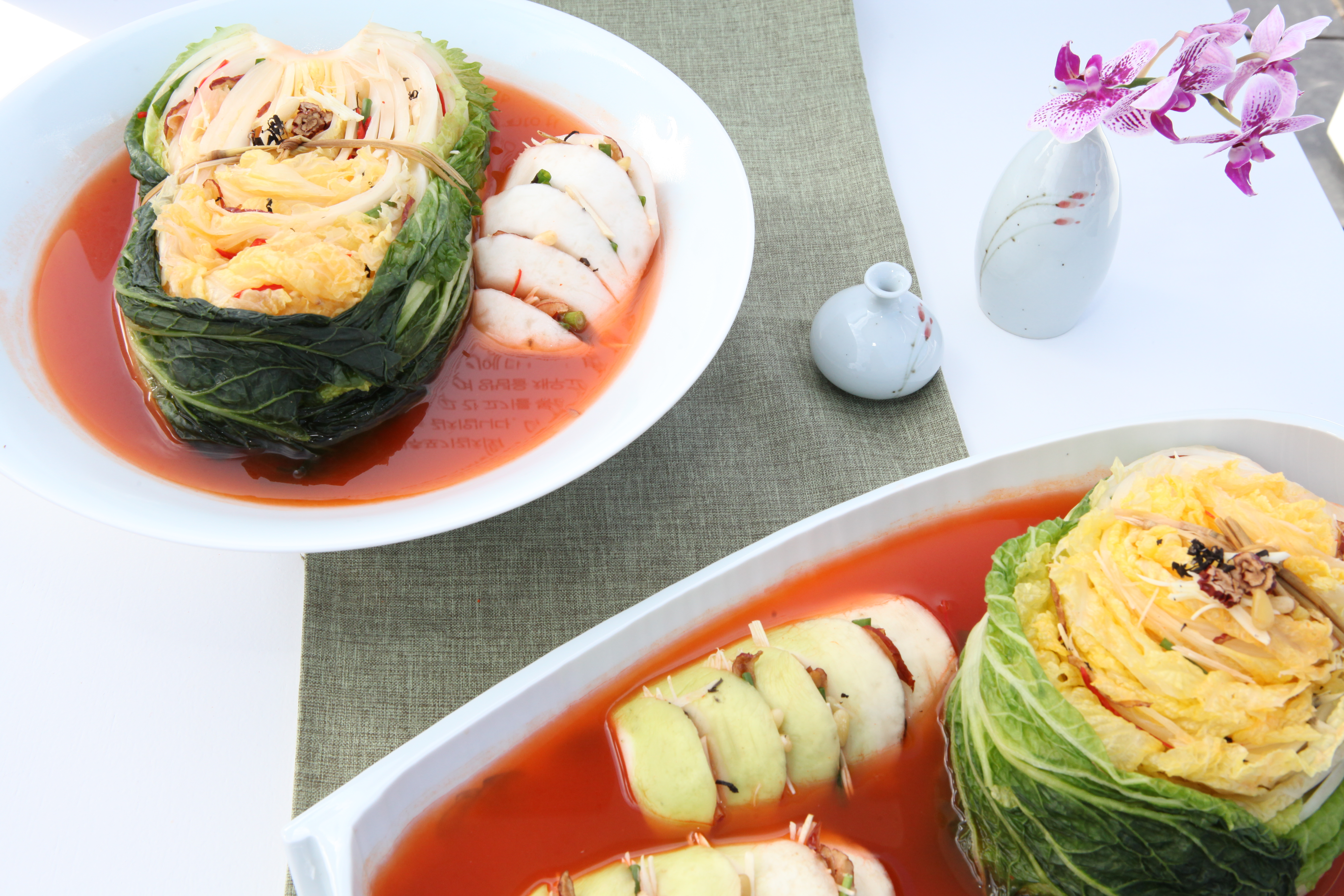
보쌈김치
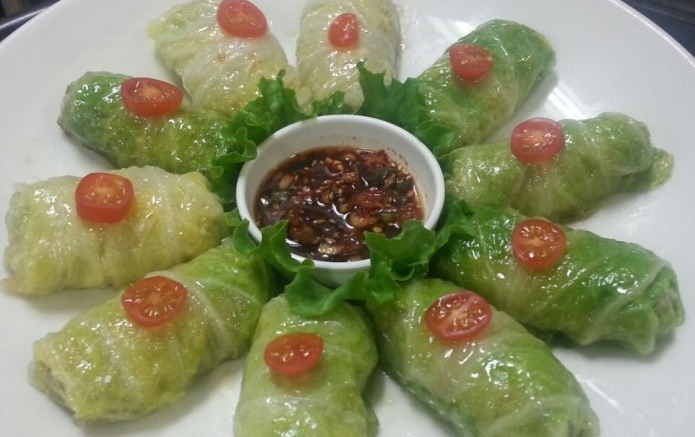
숭채만두
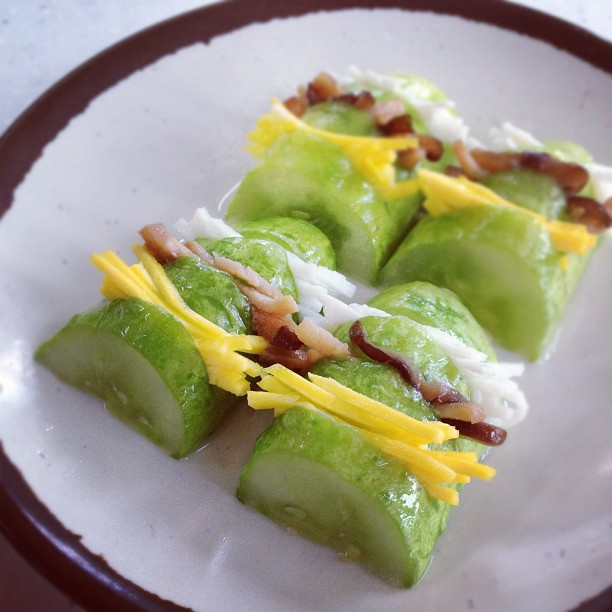
오이선
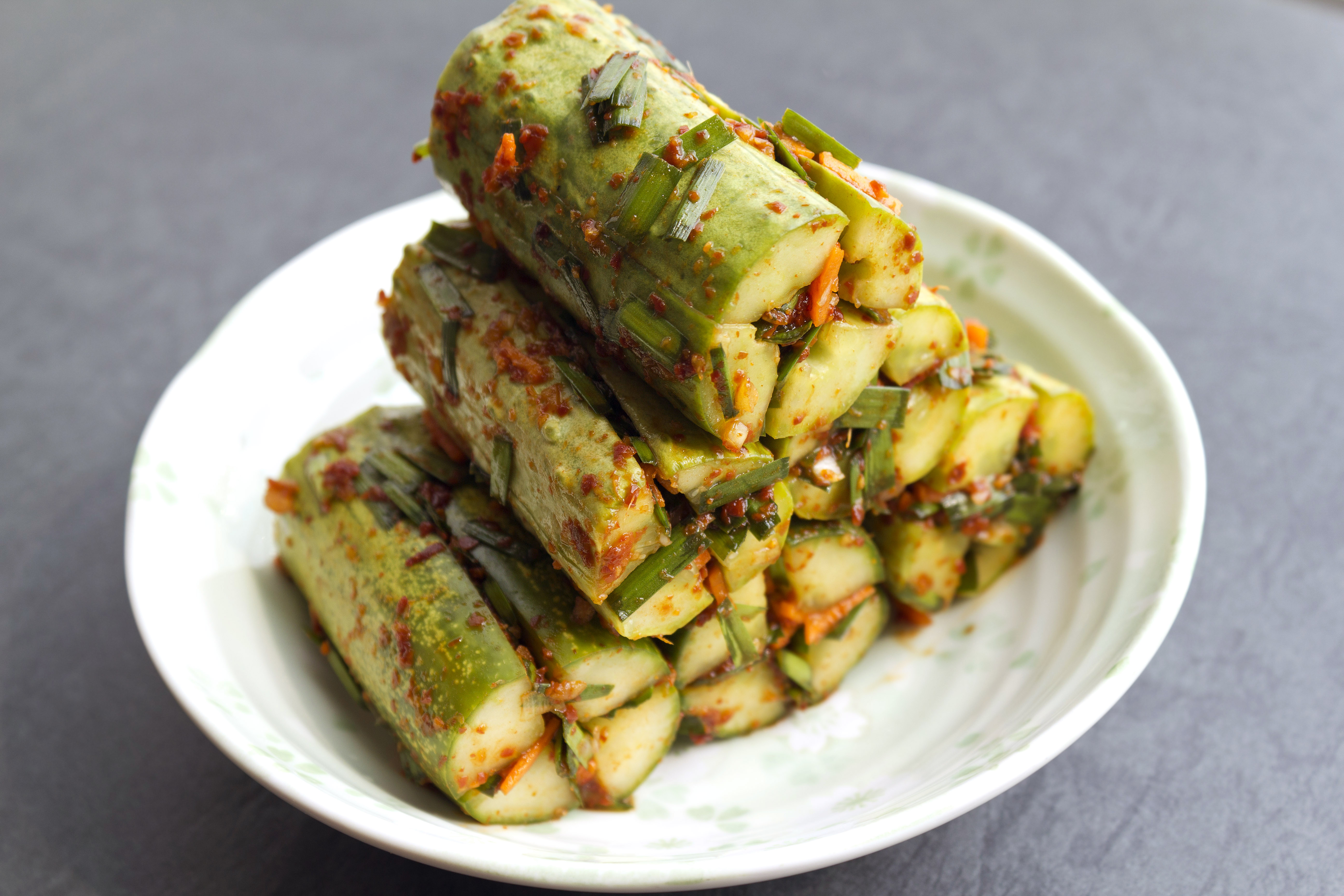
오이소박이김치
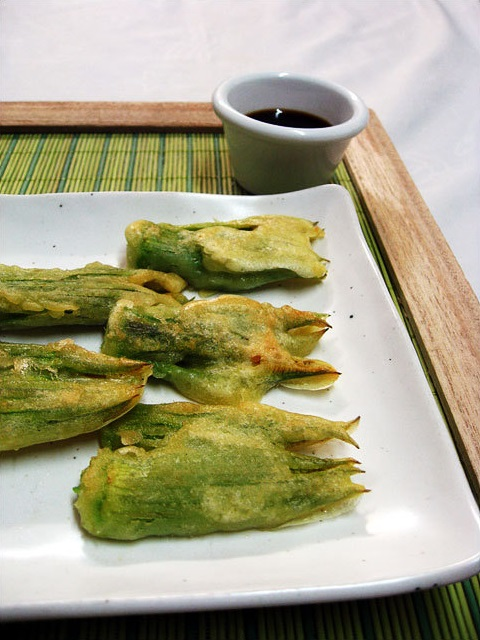
호박꽃전
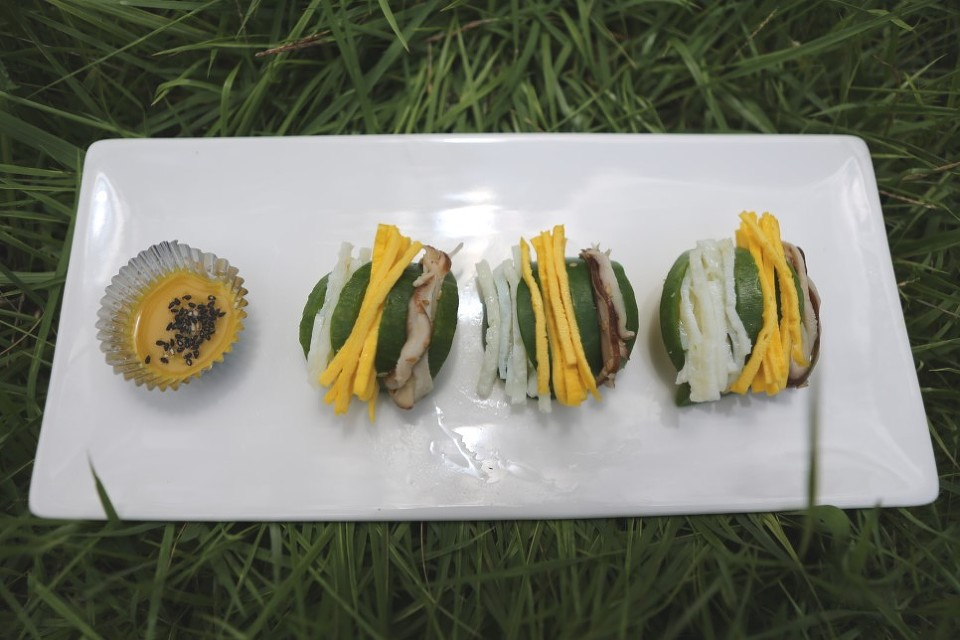
호박선

#### 아시아
서아시아와 중앙아시아에서는 여러 가지 돌마와 사르마를 먹는다.

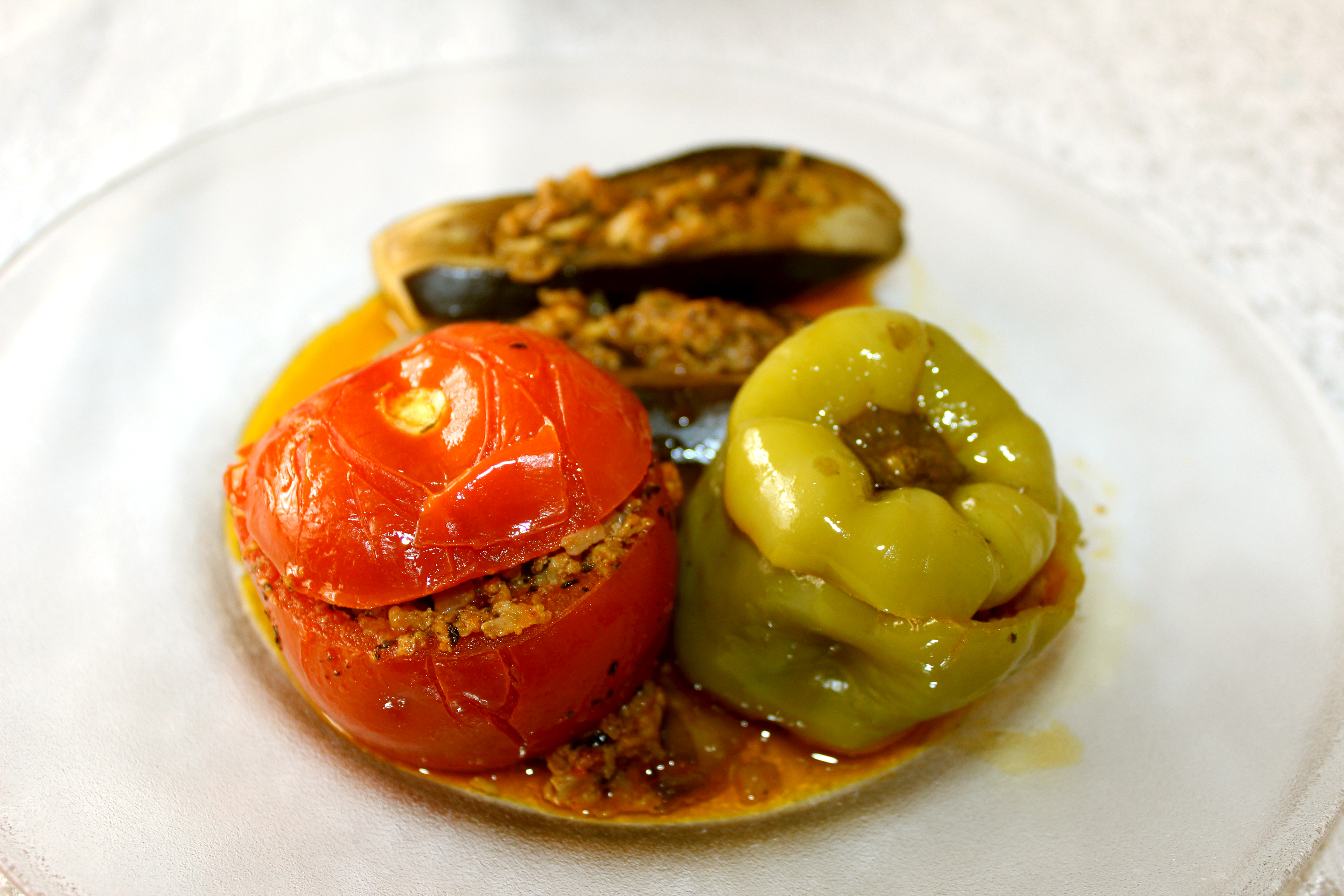
가지, 토마토, 피망 돌마 (아제르바이잔)
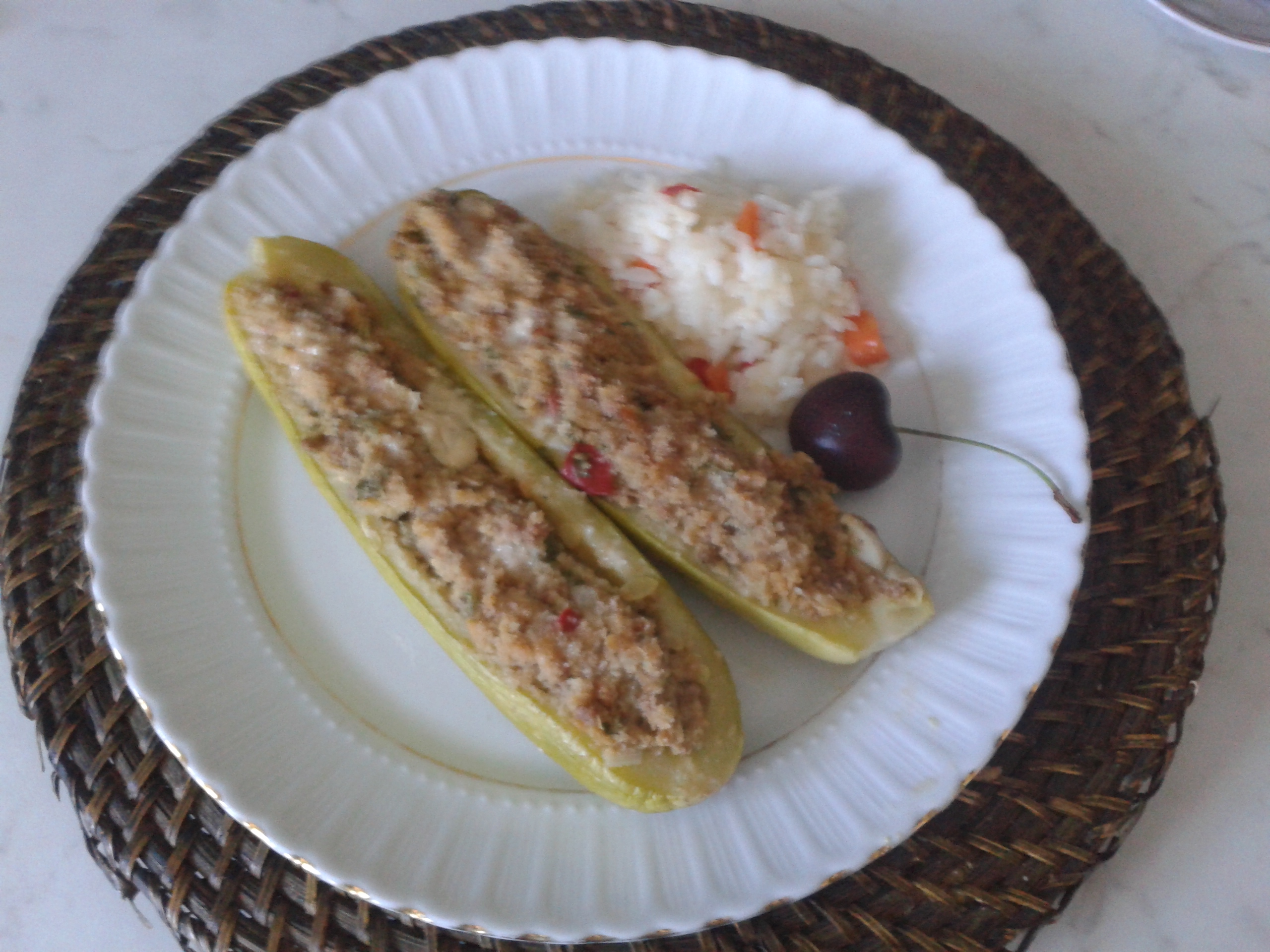
산달 세파스 (튀르키예)
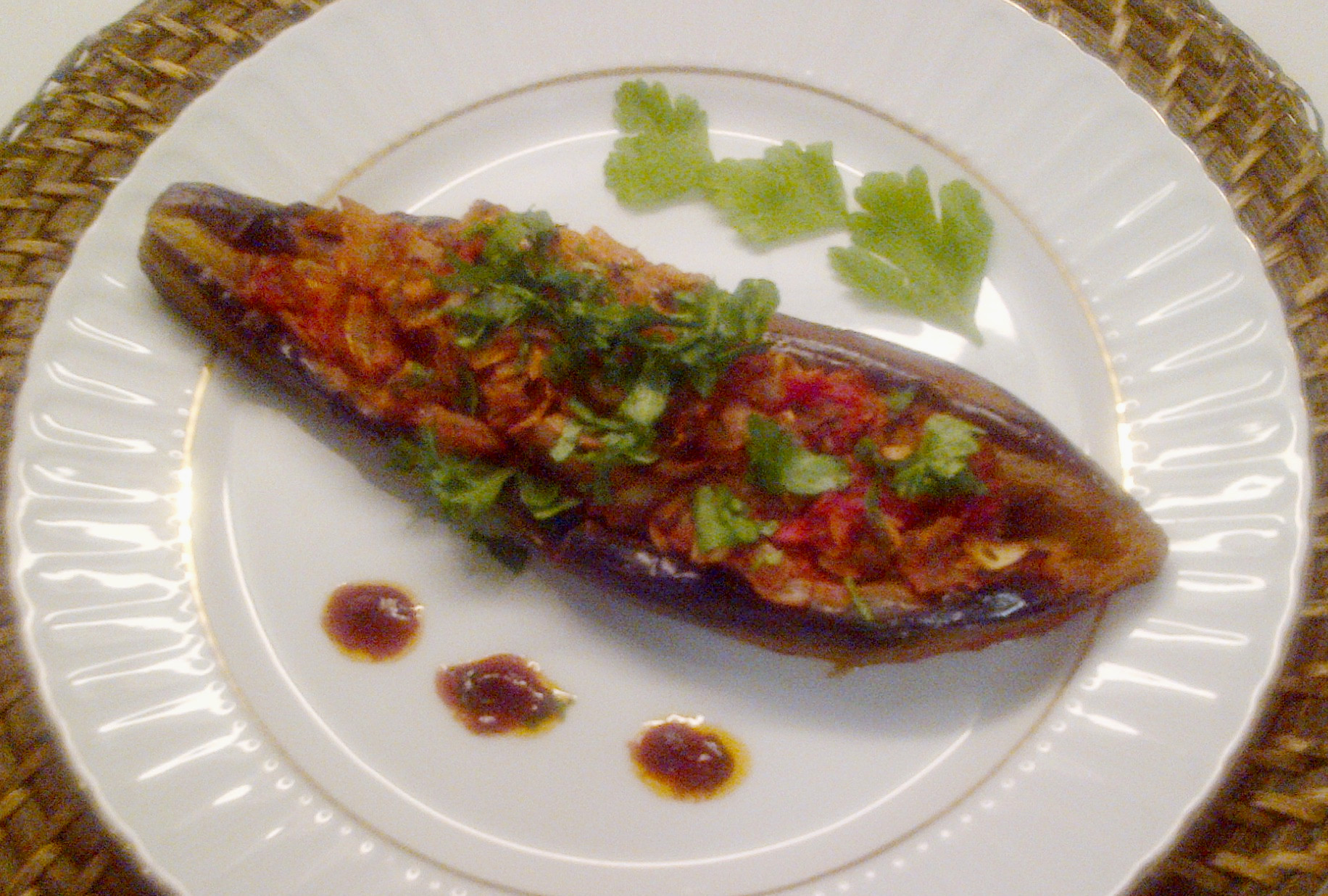
이맘바이을드 (튀르키예)
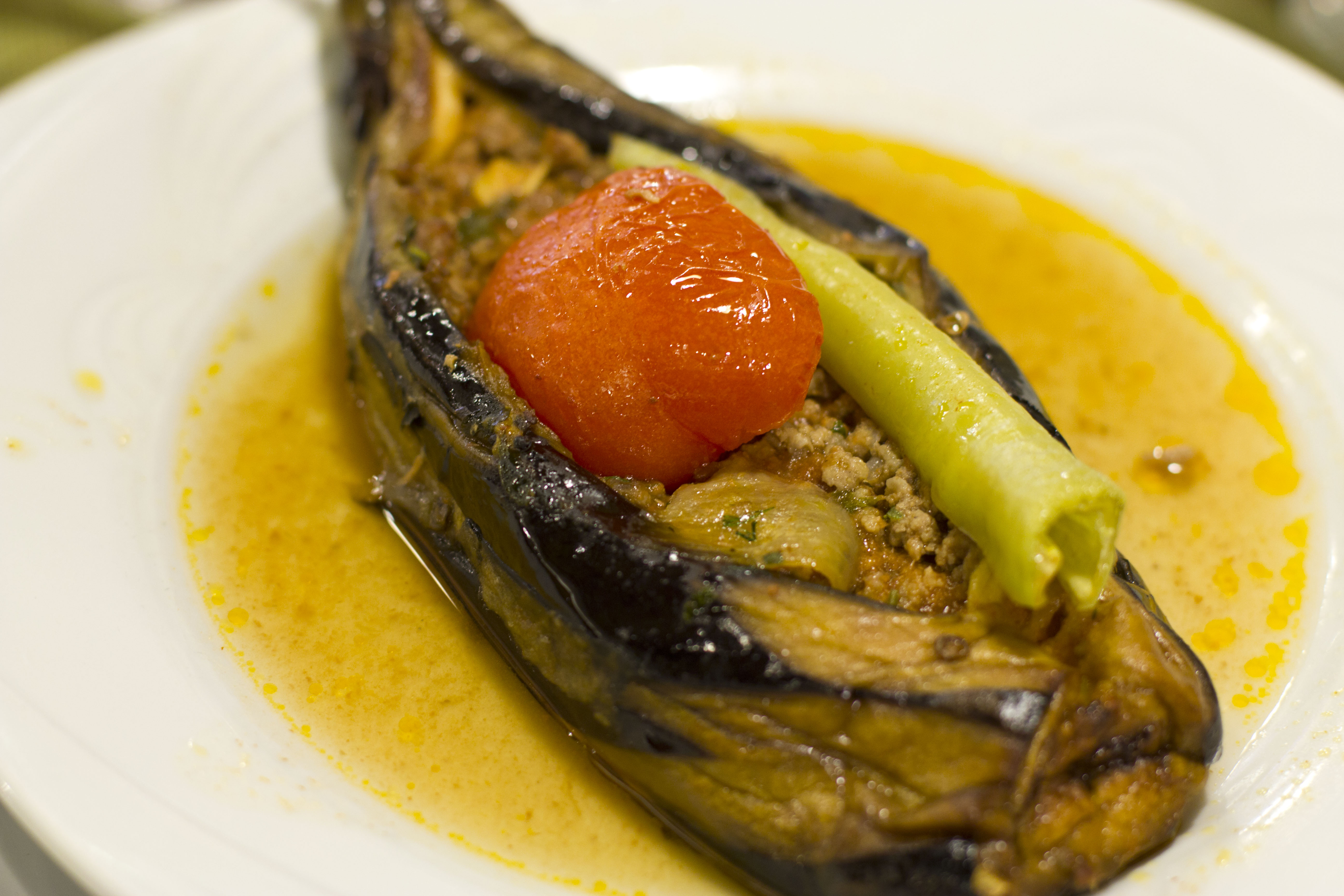
카르느야르크 (튀르키예)
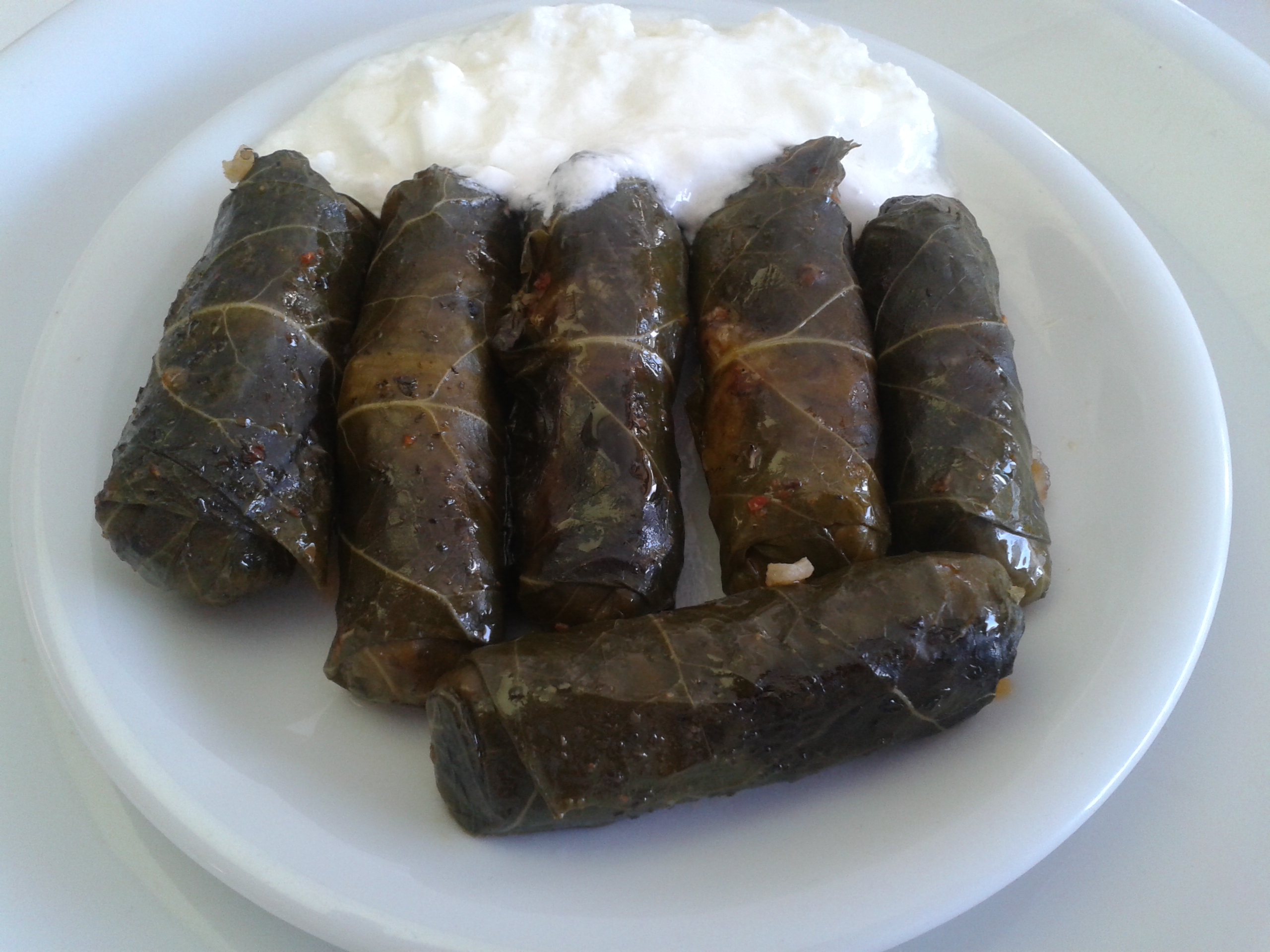
케일 사르마 (튀르키예)
톨마 (조지아)
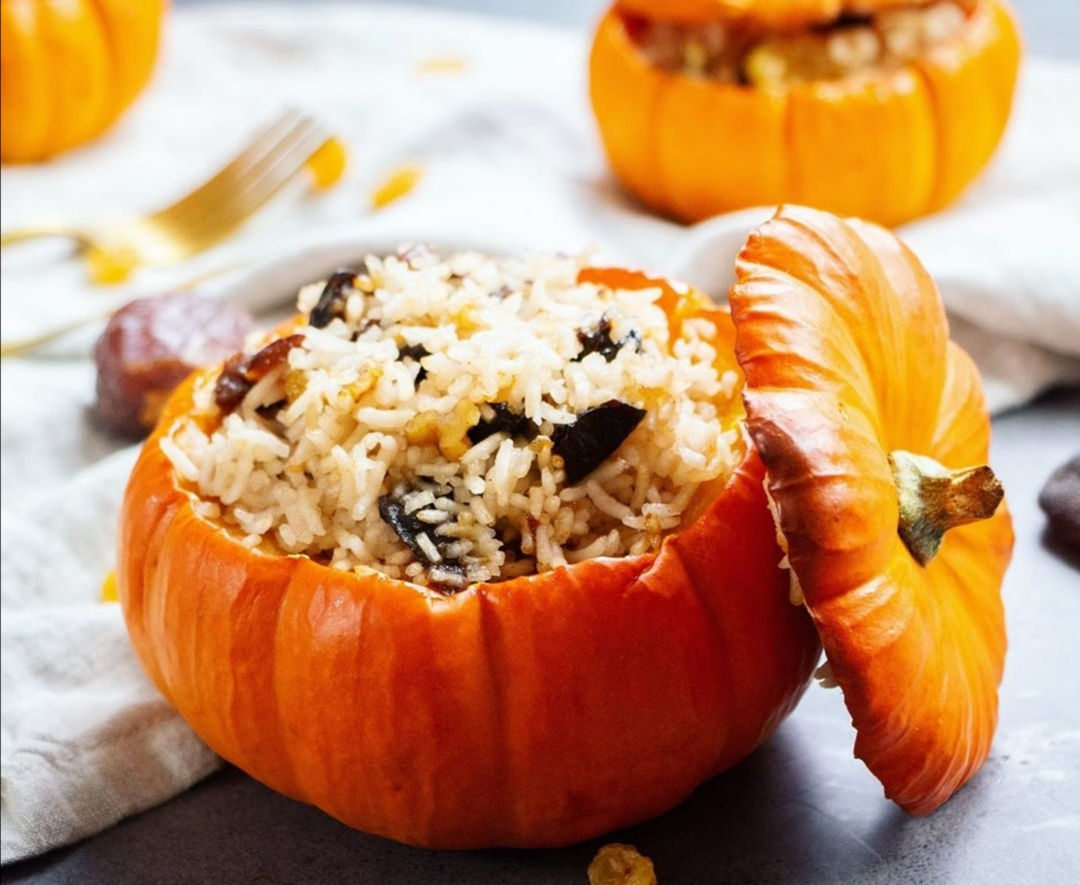
하파마 (아르메니아)

#### 아메리카

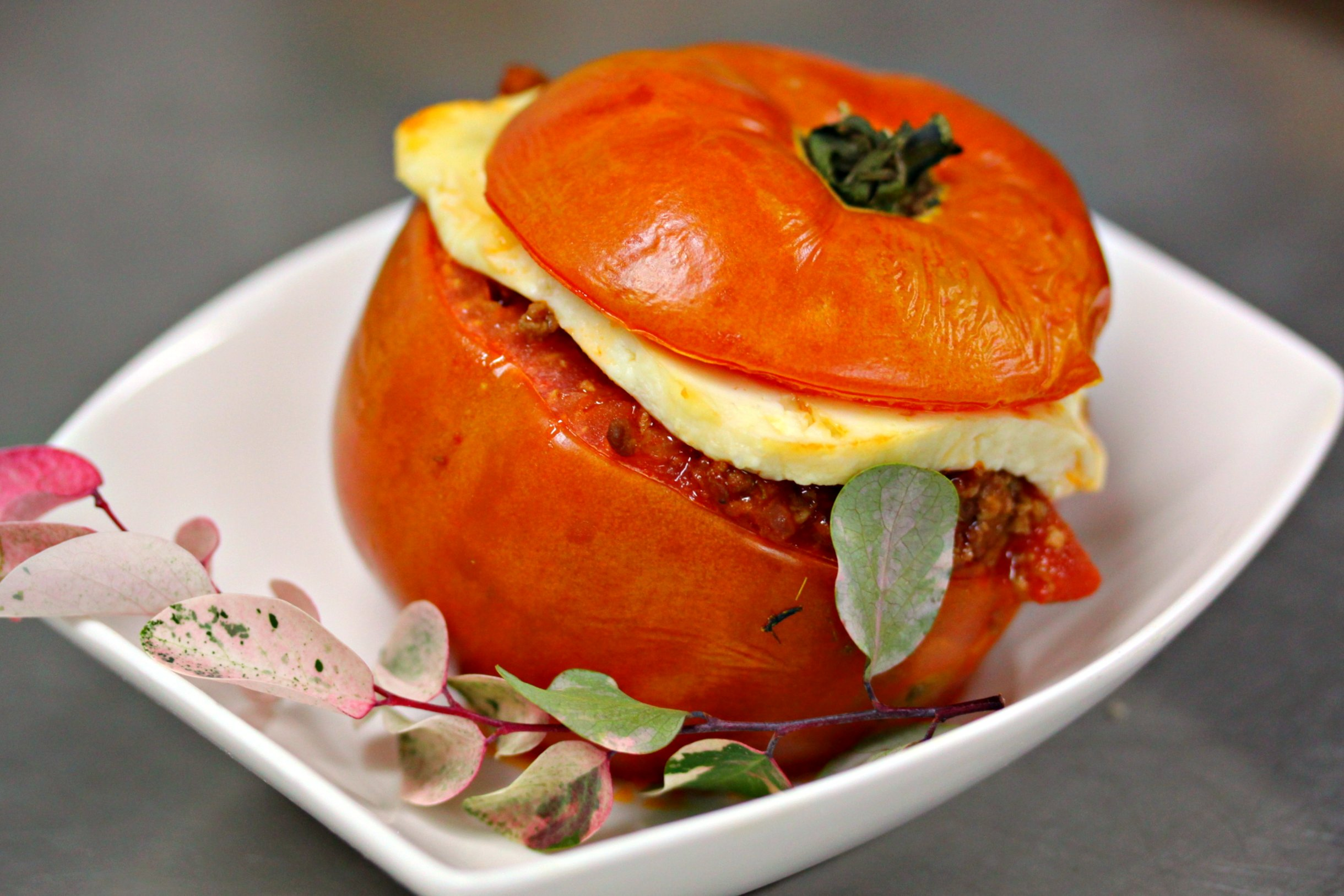
로코토 레예노 (페루)
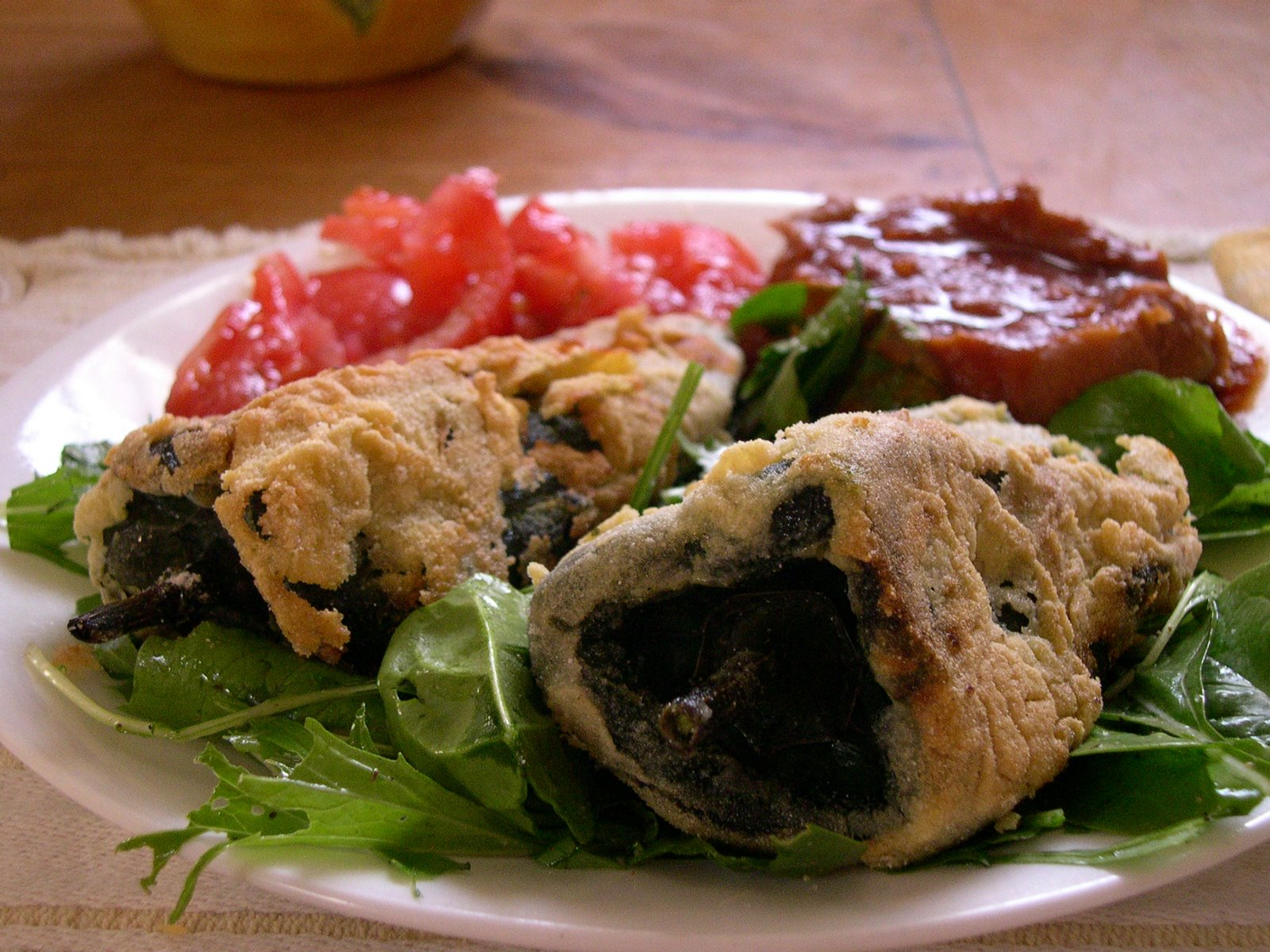
칠레 레예노 (멕시코)
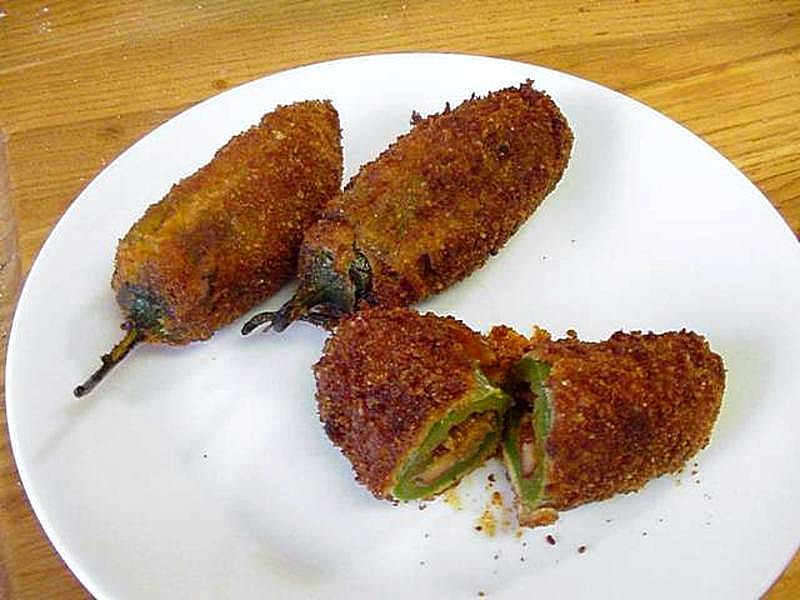
할라페뇨 파퍼 (미국)

#### 유럽

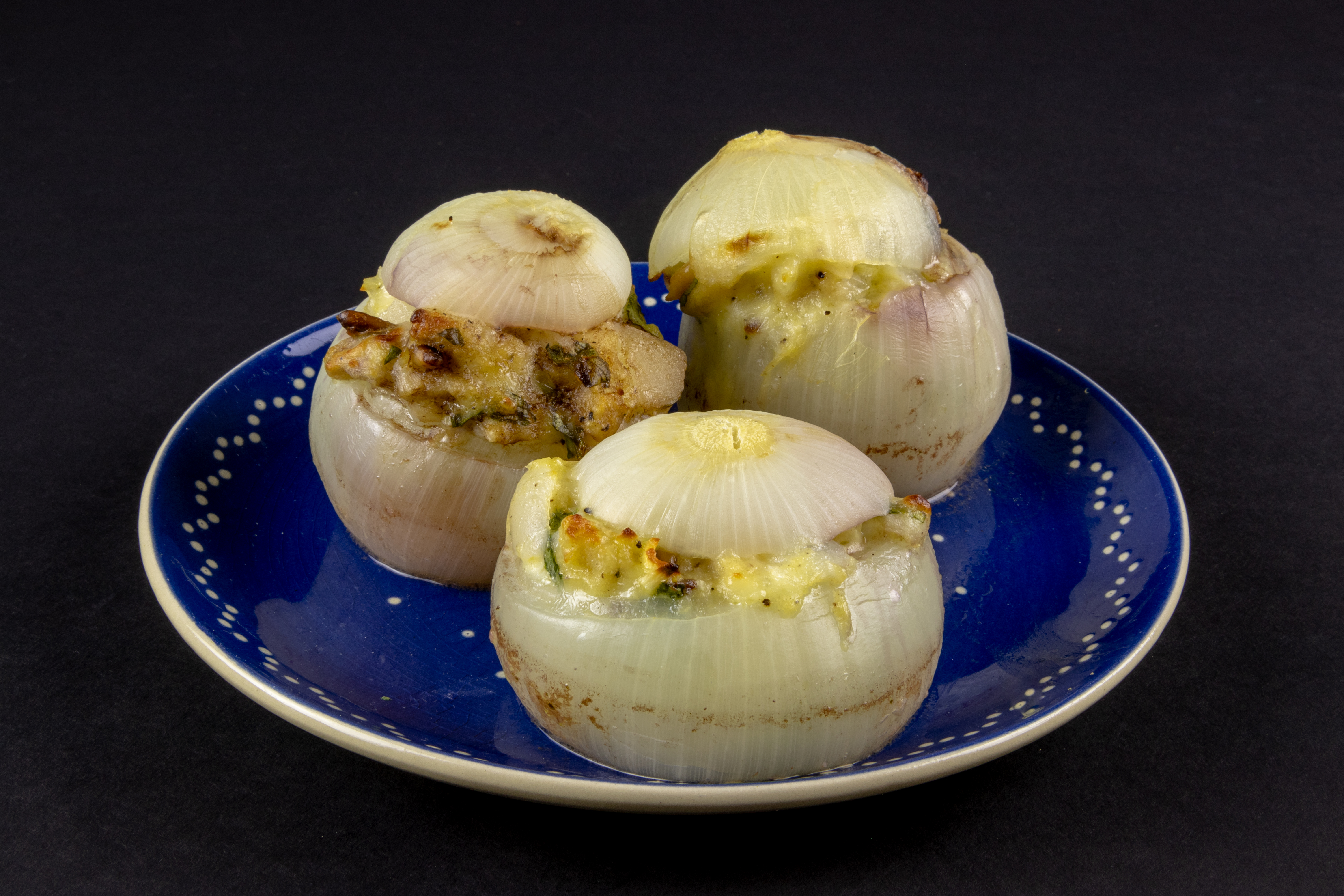
게퓔테 츠비벨 (독일)
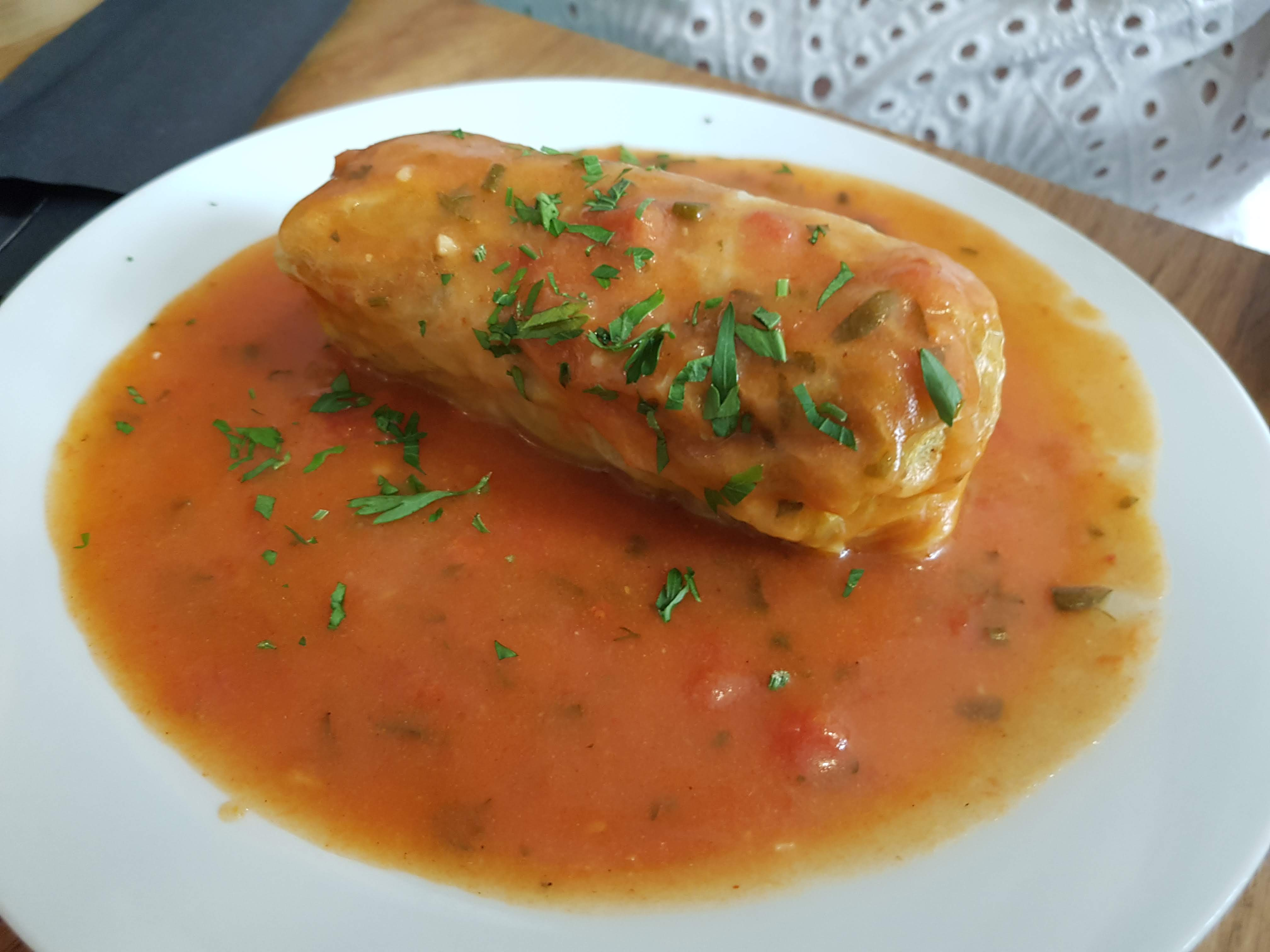
고웡프키 (폴란드)
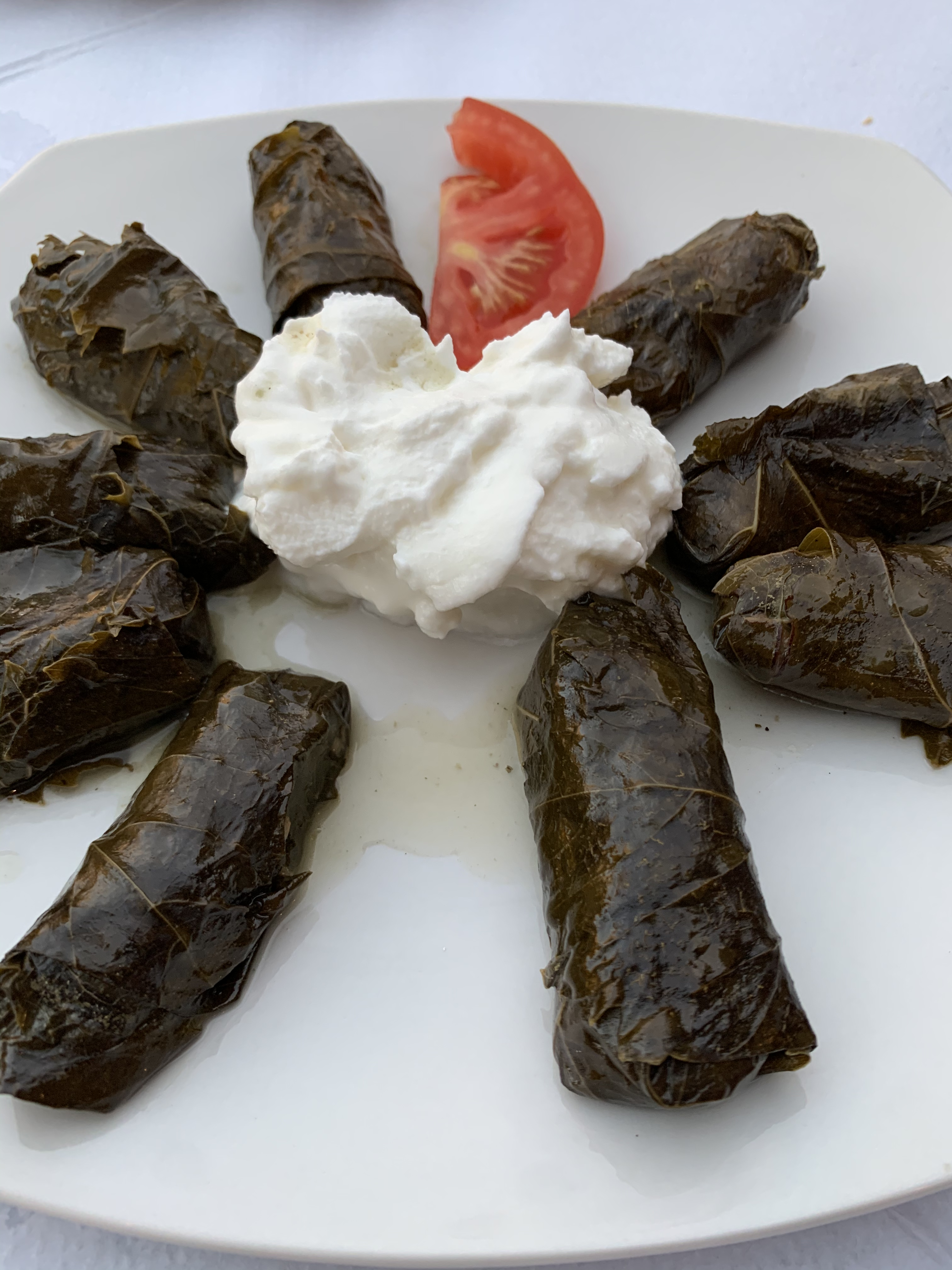
돌마스 (그리스)
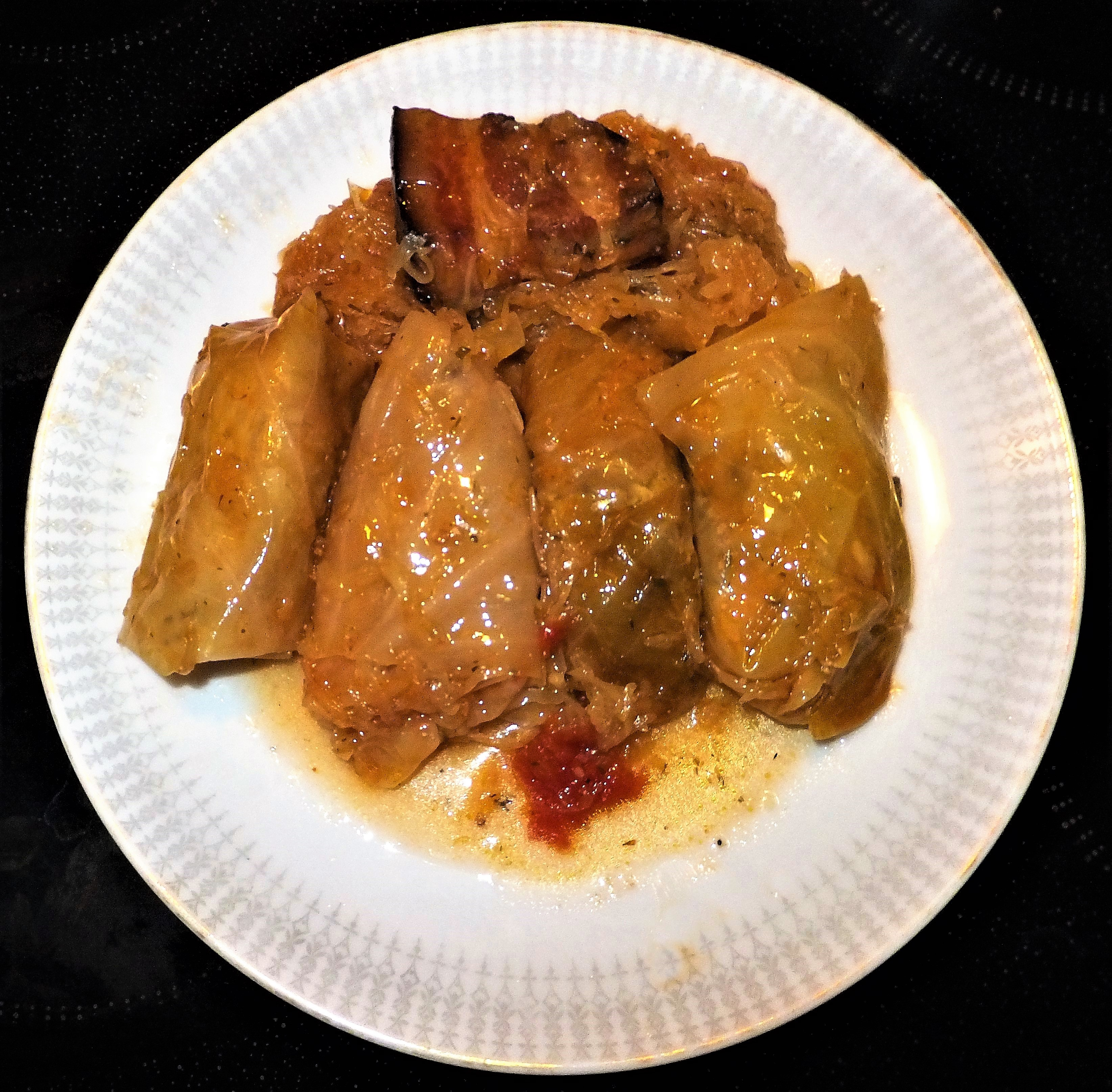
사르마 (루마니아)
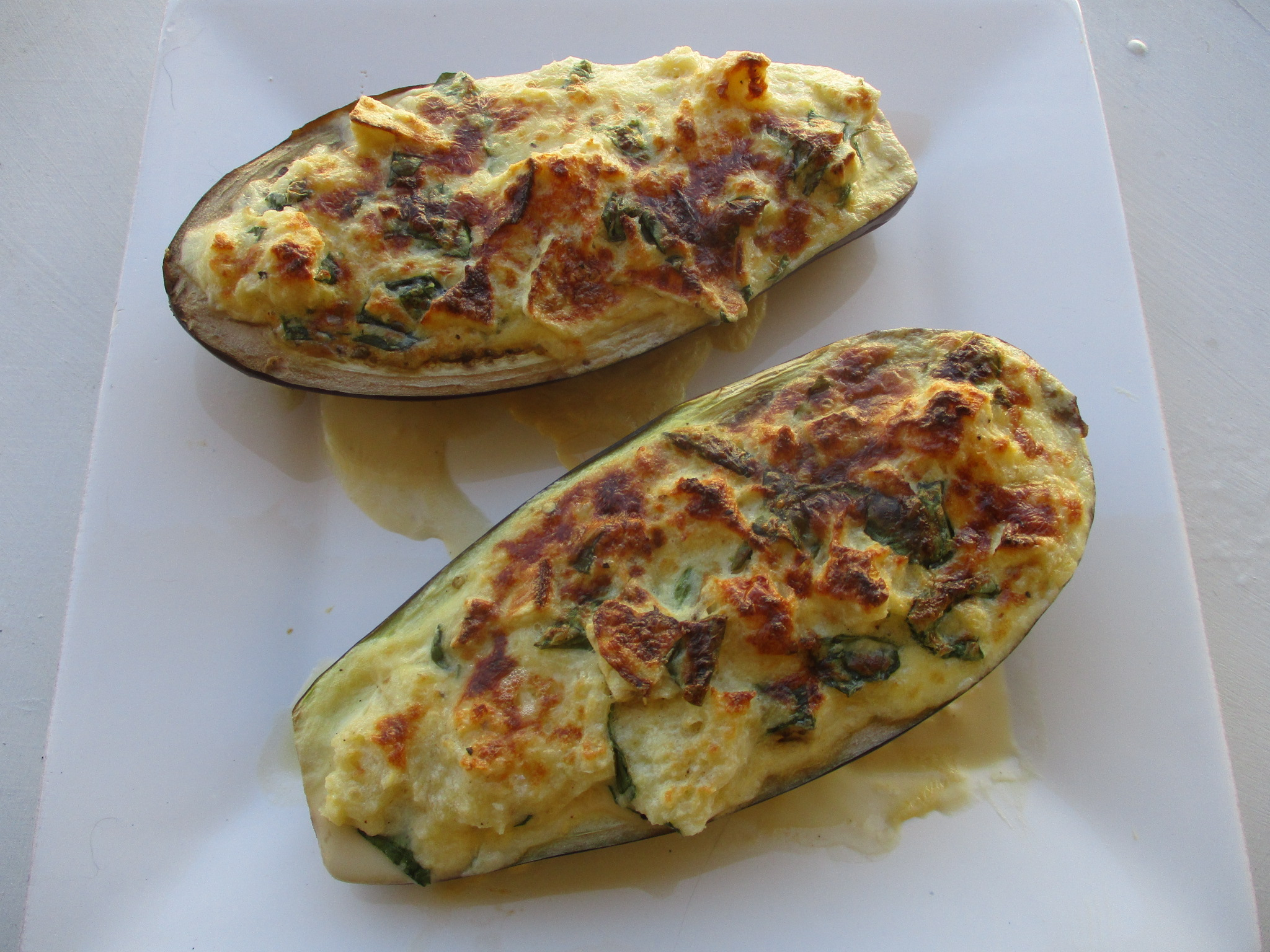
오베르진 아 라 보니파시엔 (프랑스)
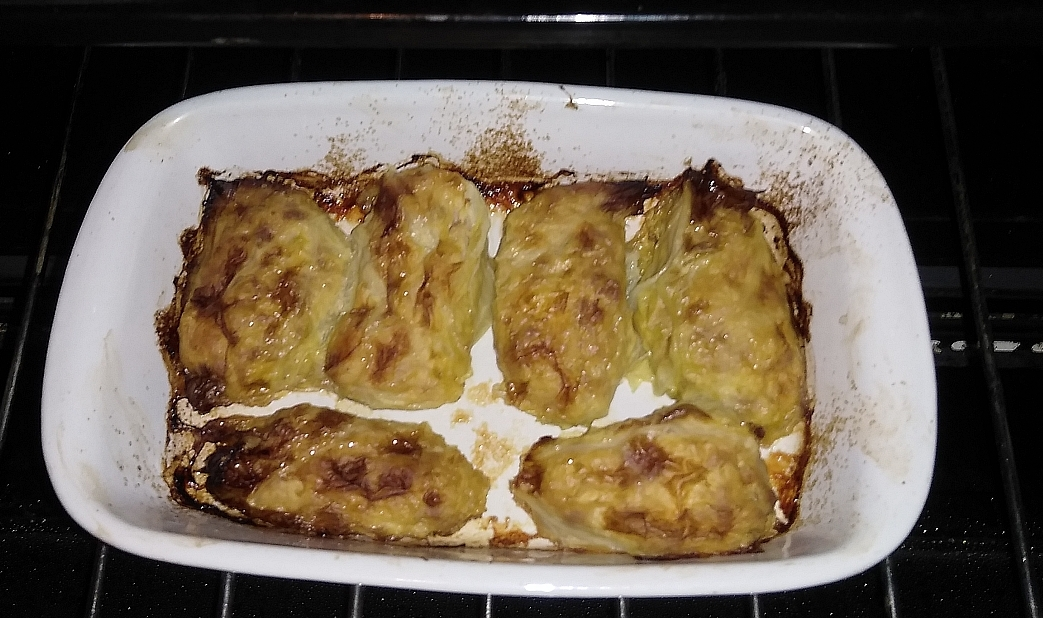
카푸네트 (이탈리아)
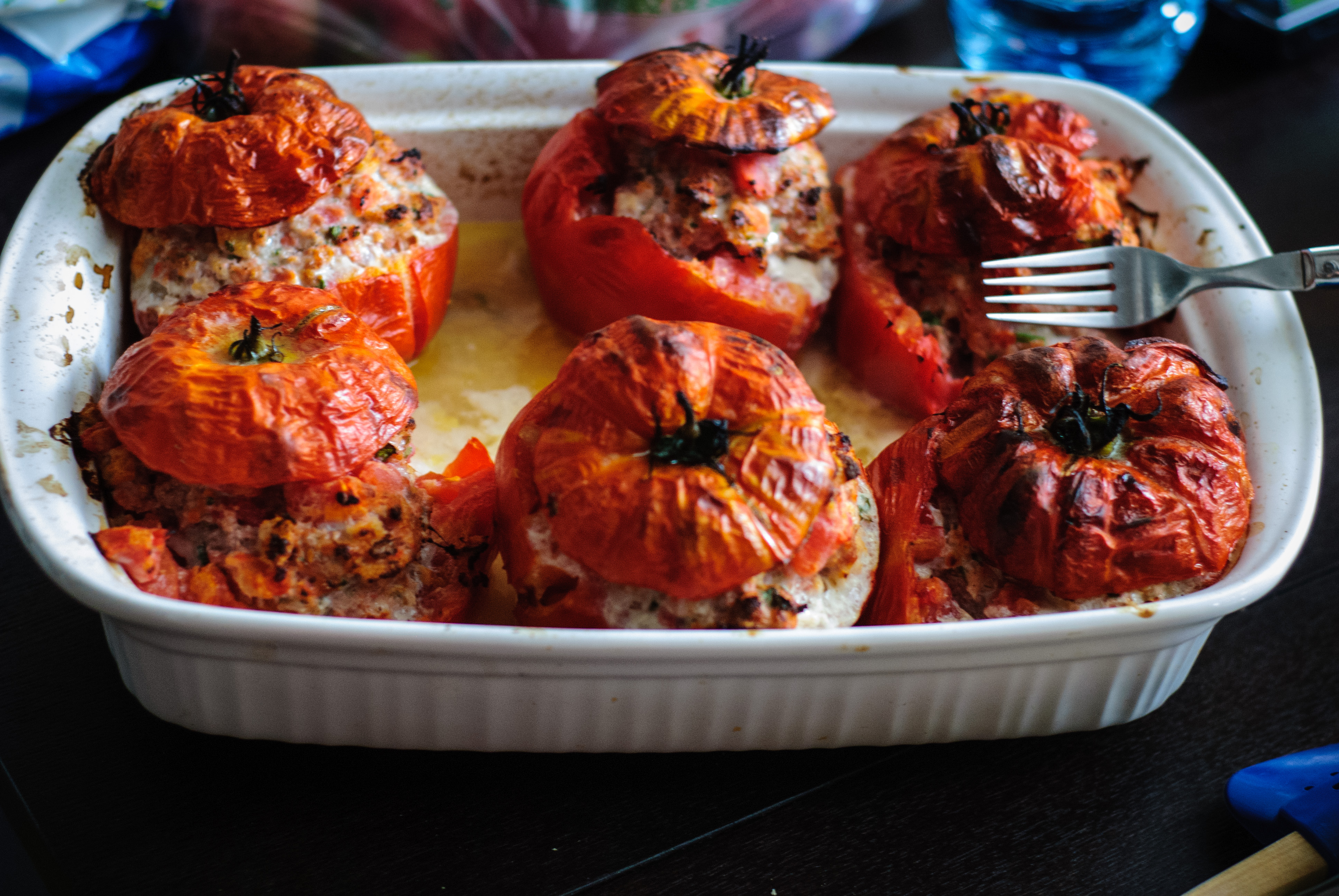
토마토 파르시 (프랑스)
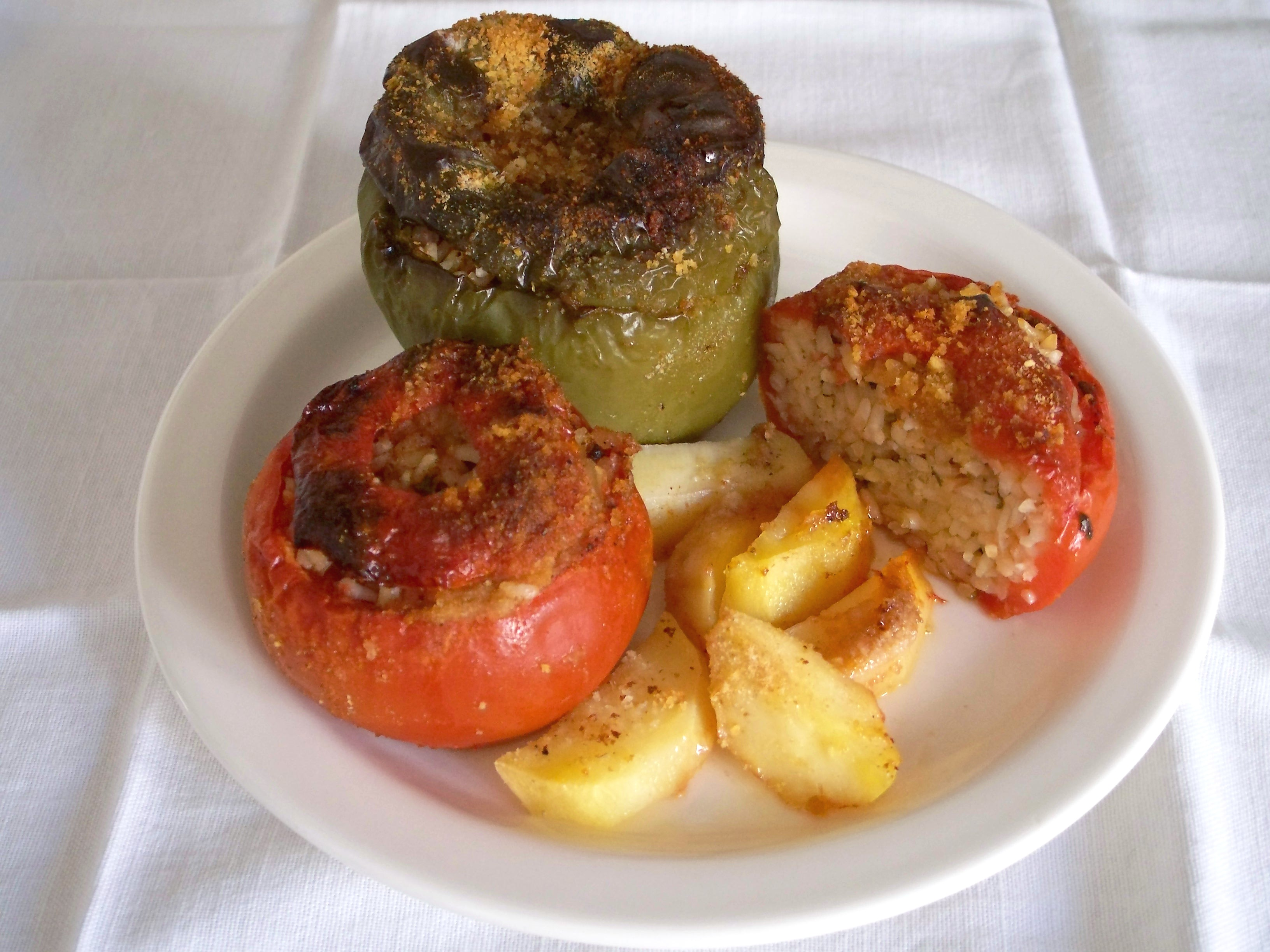
토마토, 피망 예미스타 (그리스)
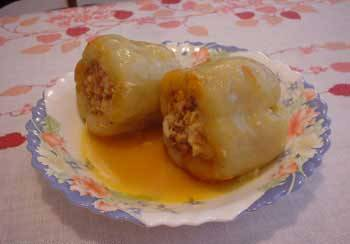
푸녜나 파프리카 (동유럽)
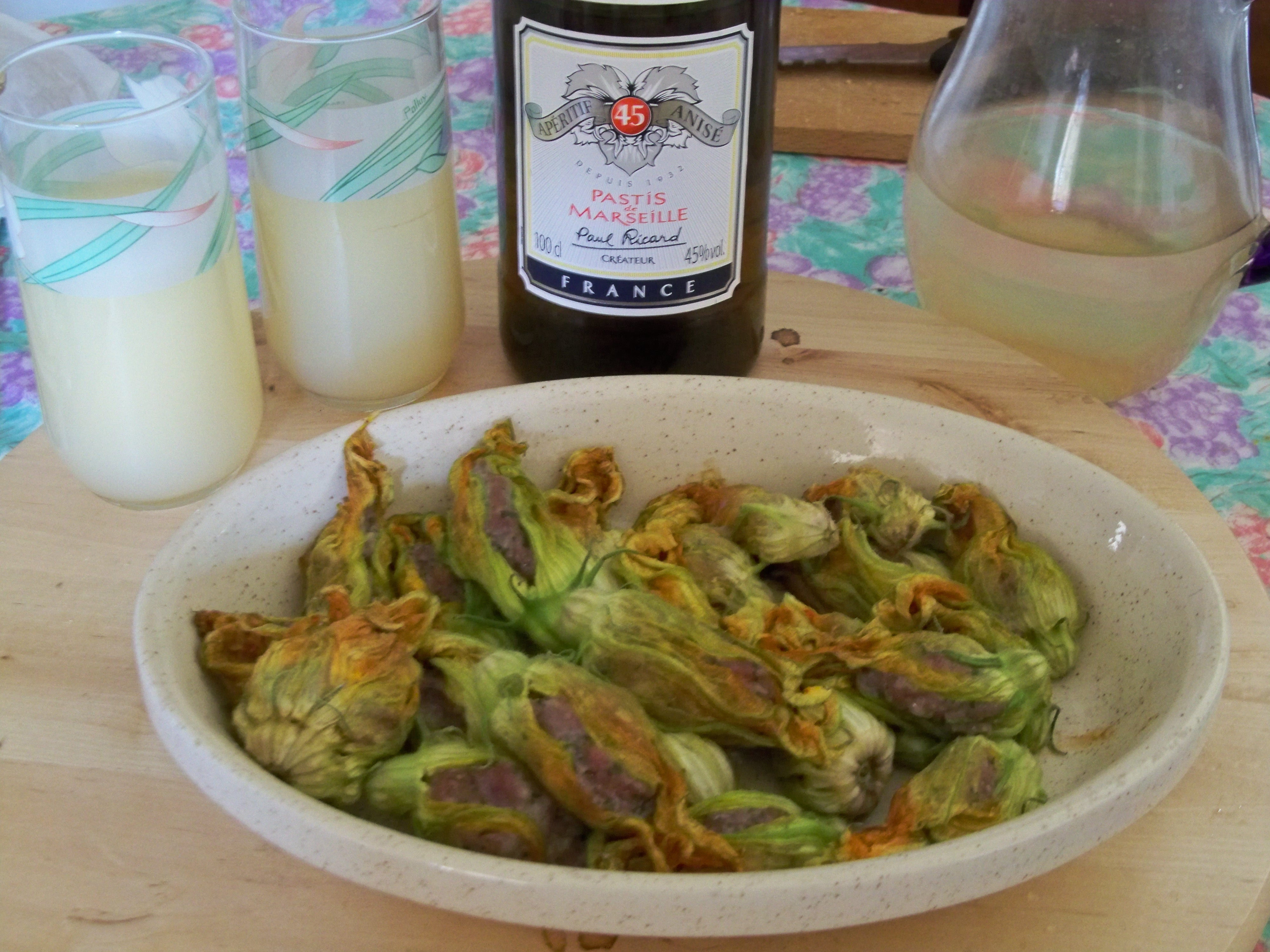
호박꽃 파르시 (프랑스)
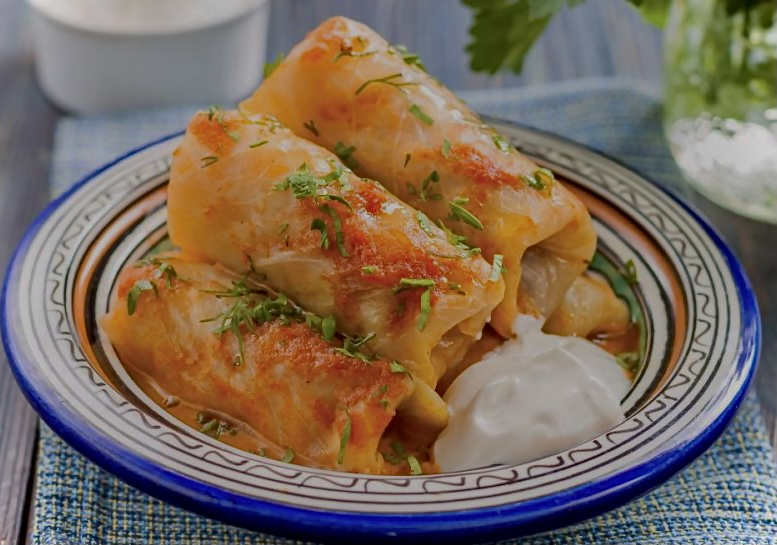
홀루브치 (우크라이나)

## 같이 보기
- 소를 넣은 음식 목록